# Nadine Mousselet
 (juin 2025).
Nadine Mousselet, née le 13 janvier 1958 à Etterbeek, est une auteure française de romans policiers,.

## Œuvres

### Série Laura Claes
1. Scalpées dans la baie
2. Festin mortel
3. Sex Killer
4. Momies
5. Pour ta pénitence
6. Vitriol
7. Funeste partie d'osselets
8. Au fil du sang
9. L’Or rouge
10. La Part des anges
11. Souviens-toi que tu es mortel...
12. Ante Mortem
13. Tuer le mal à la racine
14. Redoutable
15. Traque au Mont Saint Michel et autres énigmes
16. Le Triomphe du mal
17. Un petit souvenir de toi...
18. Les Disparus de Tahitou
19. Au nom du vice
20. Les Suppliciés de Domfront
21. Diabolique
22. Pour toi, Laura
23. Il était une fois...

## Aux Éditions Epona

### Romans policiers - thrillers
- Le Triomphe du mal, Sains, Éditions Epona, 2017, 262 p. (ISBN 979-10-94524-08-4)Coutances
- Expiation, Sains, Éditions Epona, 2014, 283 p. (ISBN 978-2-9541208-8-1)Nord FinistèreRéédition de 2014
- Au fil du sang, Sains, Éditions Epona, 2011, 298 p. (ISBN 978-2-84769-146-7)Saint-Vaast-la-Hougue
- L'Or rouge, Sains, Éditions Epona, 2011, 275 p. (ISBN 978-2-84769-311-9)Saint-Malo
- La Part des Anges, Sains, Éditions Epona, 2012, 274 p. (ISBN 978-2-9541208-0-5)Pays d'Auge
- Souviens-toi que tu es mortel..., Sains, Éditions Epona, 2013, 267 p. (ISBN 978-2-9541208-3-6)La Hague
- Anté Mortem, Sains, Éditions Epona, 2014, 276 p. (ISBN 978-2-9541208-5-0)Villedieu-les-Poêles
- Les Disparus de Tatihou, Pocket, 2025, 263 p. (ISBN 9782266351843)
- Scalpées dans la baie, Pocket, 2025, 288 p. (ISBN 9782266351836)
- Meurtres cousus main, XO éditions, 2025, 411 p. (ISBN 9782374488905)

### Romans
- Zara* (Le murmure des pierres), Sains, Éditions Epona, 2012, 284 p. (ISBN 978-2-9541208-2-9)
- Zara** (L'espoir en bagages), Éditions Epona, 2013, 302 p. (ISBN 978-2-9541208-4-3)
- Zara*** (Jusqu'au bout du rêve), Sains, Éditions Epona, 2014, 322 p. (ISBN 978-2-9541208-6-7)
- Mathilde, Le joyau de la Reine, Éditions Epona, 2018, 345p.  (ISBN 979-10-94524-12-1)

### Romans Jeunesse -à partir de 8 ans
Série Céline et Cédric
- Prisonniers du Mont-Saint-Michel, Sains, Éditions Epona, 2010, 136 p. (ISBN 978-2-84769-139-9)
- Chocolat a disparu!, Sains, Éditions Epona, 2011, 144 p. (ISBN 978-2-84769-402-4)
- Prisoners at Mont-Saint-Michel, Condé-sur-Noireau, Éditions Epona, 2011, 144 p. (ISBN 978-2-84706-285-4)traduction anglaise de 'Prisonniers du Mont-Saint-Michel
- (en) La Carte mystérieuse, Sains, Éditions Epona, 2012, 178 p. (ISBN 978-2-84769-312-6)

### Récit
- Manou, Éditions Epona, 2010, 217 p. (ISBN 978-2-84769-138-2)Histoire vraie de la grand-mère de Nadine Mousselet

## Aux Éditions Corlet

### Romans policiers
- Chantage meurtrier à Avranches, Charles Corlet, 2004, 272 p. (ISBN 978-2-84706-155-0)
- Scalpées dans la baie, Charles Corlet, 2006, 321 p. (ISBN 978-2-84706-216-8)Prix Ville de Trévières 2007.
- Festin Mortel : une enquête de Laura Claes d'Avranches à Deauville, Condé-sur-Noireau, Charles Corlet, 2007, 315 p. (ISBN 978-2-84706-250-2)
- Sex Killer : une enquête de Laura Claes à Caen, Condé-sur-Noireau, Charles Corlet, 2008, 316 p. (ISBN 978-2-84706-272-4)
- Nouvelles Noires, Condé-sur-Noireau, Charles Corlet, 2008, 115 p. (ISBN 978-2-84706-266-3)
- Momies : une enquête de Laura Claes à Agon-Coutainville, Condé-sur-Noireau, Charles Corlet, 2009, 318 p. (ISBN 978-2-84706-293-9)
- Pour ta pénitence : une enquête de Laura Claes à Rouen, Condé-sur-Noireau, Charles Corlet, 2009, 308 p. (ISBN 978-2-84706-297-7)
- Vitriol : une enquête de Laura Claes dans le Bessin, Condé-sur-Noireau, Charles Corlet, 2010, 234 p. (ISBN 978-2-84706-325-7)
- Funeste partie d'osselets : une enquête entre Granville et Chausey, Condé-sur-Noireau, Charles Corlet, 2010, 208 p. (ISBN 978-2-84706-332-5)

### Romans Jeunesse
Série Céline et Cédric
- Laïka et la société  secrète de Normandie, Condé-sur-Noireau, Charles Corlet, 2008, 121 p. (ISBN 978-2-84706-285-4)
- Trafic au cirque, Condé-sur-Noireau, Charles Corlet, 2009, 113 p. (ISBN 978-2-84706-298-4)
- Le fantôme d'Halloween, Condé-sur-Noireau, Charles Corlet, 2009, 128 p. (ISBN 978-2-84706-311-0)